# Waal (Bewässerung)

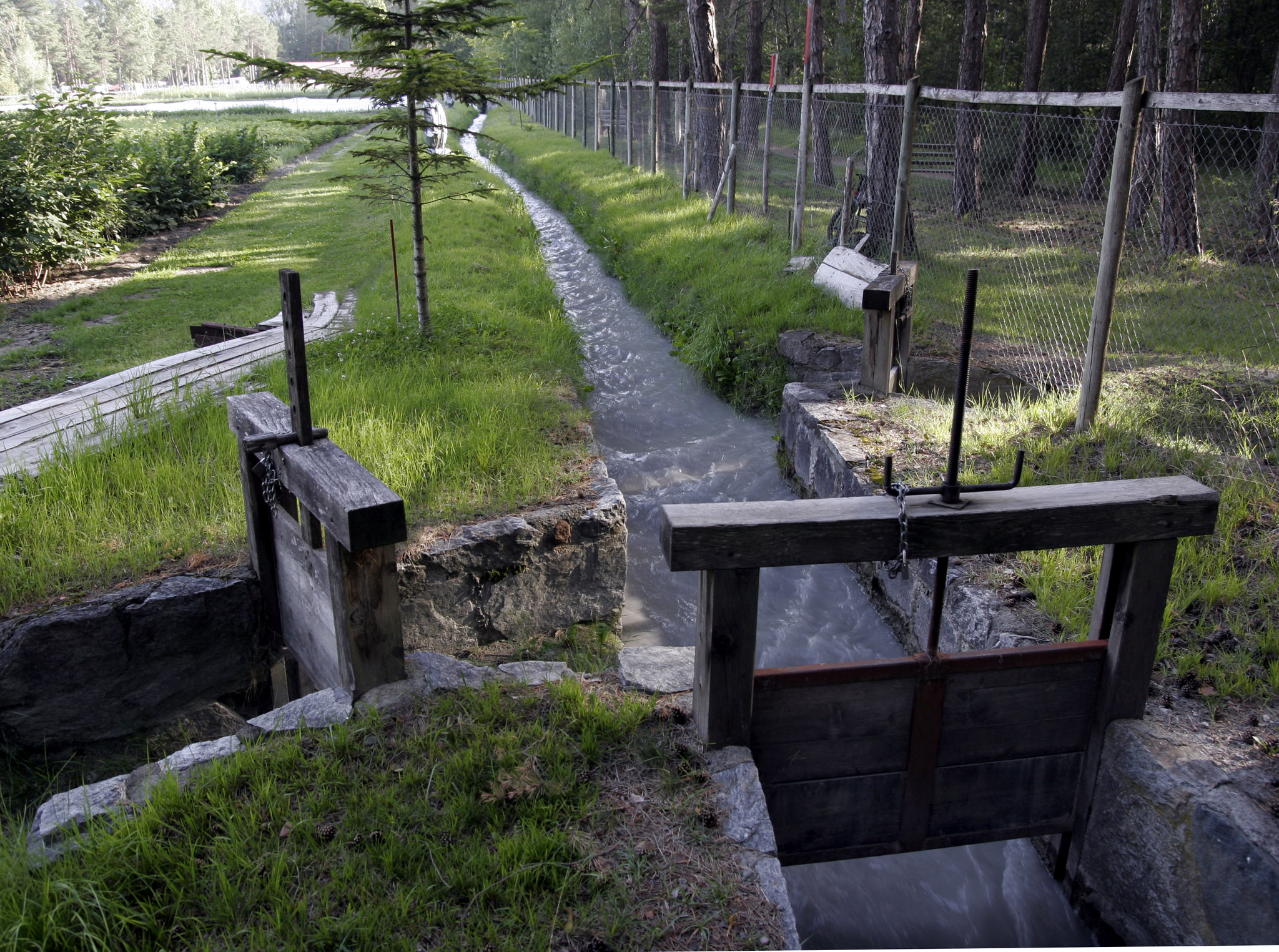
Ein Waal in Prad (Vinschgau), mit drei Wehren zum Umleiten des Wassers

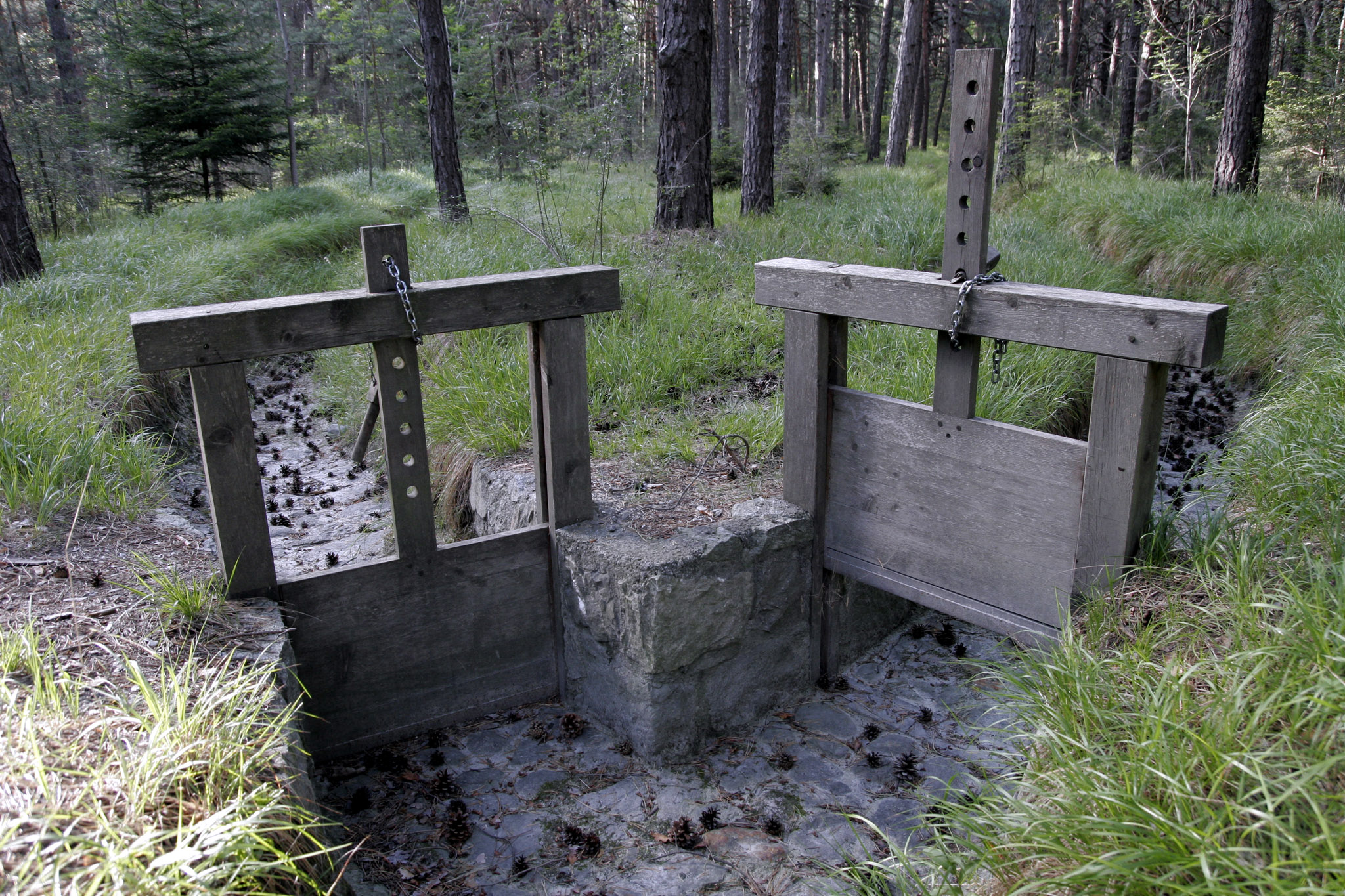
Ein trockener Waal in Prad (Vinschgau), mit zwei Wehren zum Umleiten des Wassers

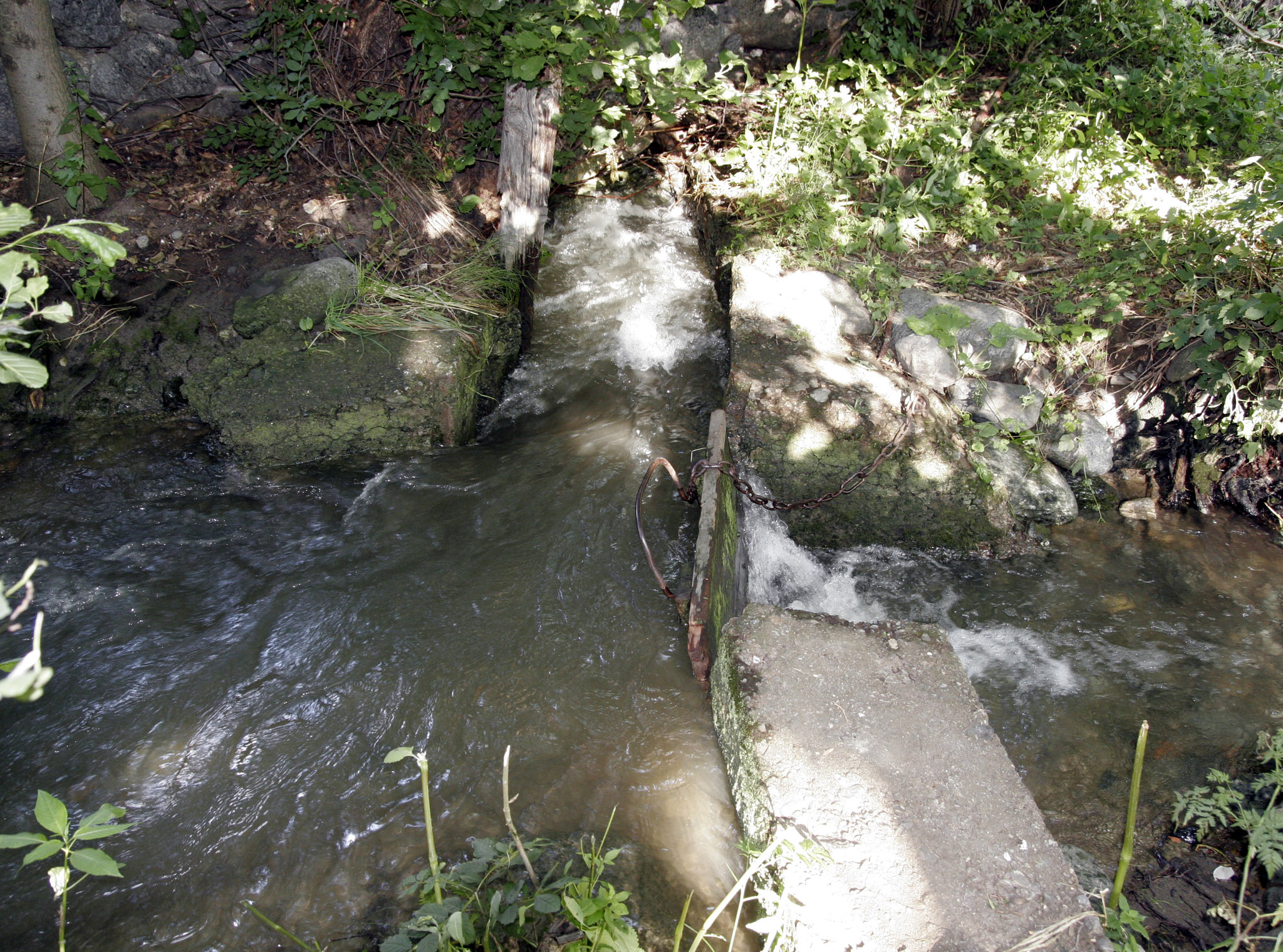
Ein Waal in Laatsch (Vinschgau), mit einem Brett als Wehr zum Umleiten des Wassers

Ein Waal ist ein vom Menschen angelegter Bewässerungskanal oder -graben, der Wasser, meist aus einem Bach und nur ganz selten aus einem See, zu den oft hiervon sehr weit entfernt gelegenen landwirtschaftlichen Kulturen leitet. Die Bezeichnung ist gebräuchlich unter anderem für die in Tirol/Südtirol zur Bewässerung der Fluren künstlich angelegten Kanäle. Besonders im Südtiroler Vinschgau sind die Niederschlagsmengen wegen der geografischen Lage so gering, dass die Landwirtschaft vor allem am Sonnenberg auf künstliche Bewässerung angewiesen ist. Aus diesem Grund entstand dort eines der ausgedehntesten Bewässerungssysteme in den Alpen.

## Etymologie und Wortbedeutungen
Die Anlage von Bewässerungskanälen dieser Form ist weltweit und seit dem Beginn der Landwirtschaft verbreitet und findet sich in diesem Sinne für funktional ähnliche Anlagen in lokaler Ausprägung, etwa als Suone, Bissen, Wasserfuhren oder Wasserleiten im Schweizer Kanton Wallis, Fluder im Österreichischen, Wuhr im Südschwarzwald, Fléizen in den luxemburgischen Ardennen, Levada auf Madeira und den kanarischen Inseln, Ru im Aostatal, Bief oder Bisse in den französischen Seealpen oder Faladsch in Oman. Die folgenden Benennungen sind die, die im Tirolischen und angrenzenden Raum gefunden werden:
Waal aus lateinisch aqualis oder keltisch boul, ein künstlich angelegter Bewässerungskanal, -graben, künstliche Rinne. Aqualis bedeutet ursprünglich ‚Wasserkrug‘, in spätrömischer Zeit ‚Wasserlauf‘ und auch ‚Bach, Kanal‘. Im Vinschgau sind im Jahr 1359 die Bezeichnungen Haroesseval, Rafinechswal und Walitteval für drei historische, inzwischen abgegangene Waale in Schlanders urkundlich bezeugt. Im Engadin und Münstertal sind die gebräuchlichen bündnerromanischen Bezeichnungen für Bach ual oder aual, im Unterengadin kommt die Bedeutung Bewässerungsgraben hinzu. Im ladinischen Gadertal heißt die Entsprechung agà und für Gröden aghèl. Im Fassatal heißt der Bewässerungsgraben im oberen Talbereich egacél, unterfassanerisch agacál, in der Gegend von Moena egaciàlch. Am Nonsberg und im Friaul sind mit acàl und gài aqualis-Ableitungen belegt. Im oberen Inntal ist für die Ortschaft Pettnau bei Telfs die Aussprache Qual bezeugt.
Kandel oder Kååndl ist auf das lateinische canale zurückzuführen. Für das Deutsche findet sich althochdeutsch chánali, mittelhochdeutsch kanel, neudeutsch einerseits der mit größerem Bedeutungsumfang versehene hochsprachliche Kanál und andererseits der semantisch auf die ‘Rinne aus Holz zu Zwecken der Bewässerung’ eingeschränkte, dialektale Kándl. Die unterschiedliche Betonung auf der ersten Silbe beim dialektalen Wort und auf der Endsilbe beim hochsprachlichen Wort zeugen vom unterschiedlichen Zeitpunkt der Übernahme des Wortes aus dem Romanischen (in dem generell die Endsilbe betont wird) ins Germanische (in dem seit ca. 1000 n. Chr. die erste Silbe betont wird). Kándl, das den Akzentsprung mitgemacht hat, muss also vor dem Übergang zur Erstsilbenbetonung ins Deutsche gekommen sein, Kanál erst danach. Analog zu den Vinschgauer Formen existieren im westlich angrenzenden Graubünden die rätoromanischen Formen chanal, chanel (im Engadin), canal (in der Surselva). So sind westlich und östlich des Reschen Reliktwörter aus lat. canale in der Bedeutung ‚Rinne aus Holz, zum Zwecke der Bewässerung‘ fassbar. Ableitungen vom Etymon canale leben auch weiter östlich, in den ladinischen Tälern der Dolomiten und am Nonsberg, fort, bezeichnen dort aber nicht explizit die 'Holzrinnen zur Bewässerung', sondern sind semantisch weiter gefasst. Diese Tatsache rührt wohl auch von dem Umstand her, dass in diesen weiter östlich gelegenen Gebieten durch die dortigen Niederschlagswerte die Bewässerung nicht die zentrale Rolle spielt wie im niederschlagsarmen Gebiet um den Reschen.

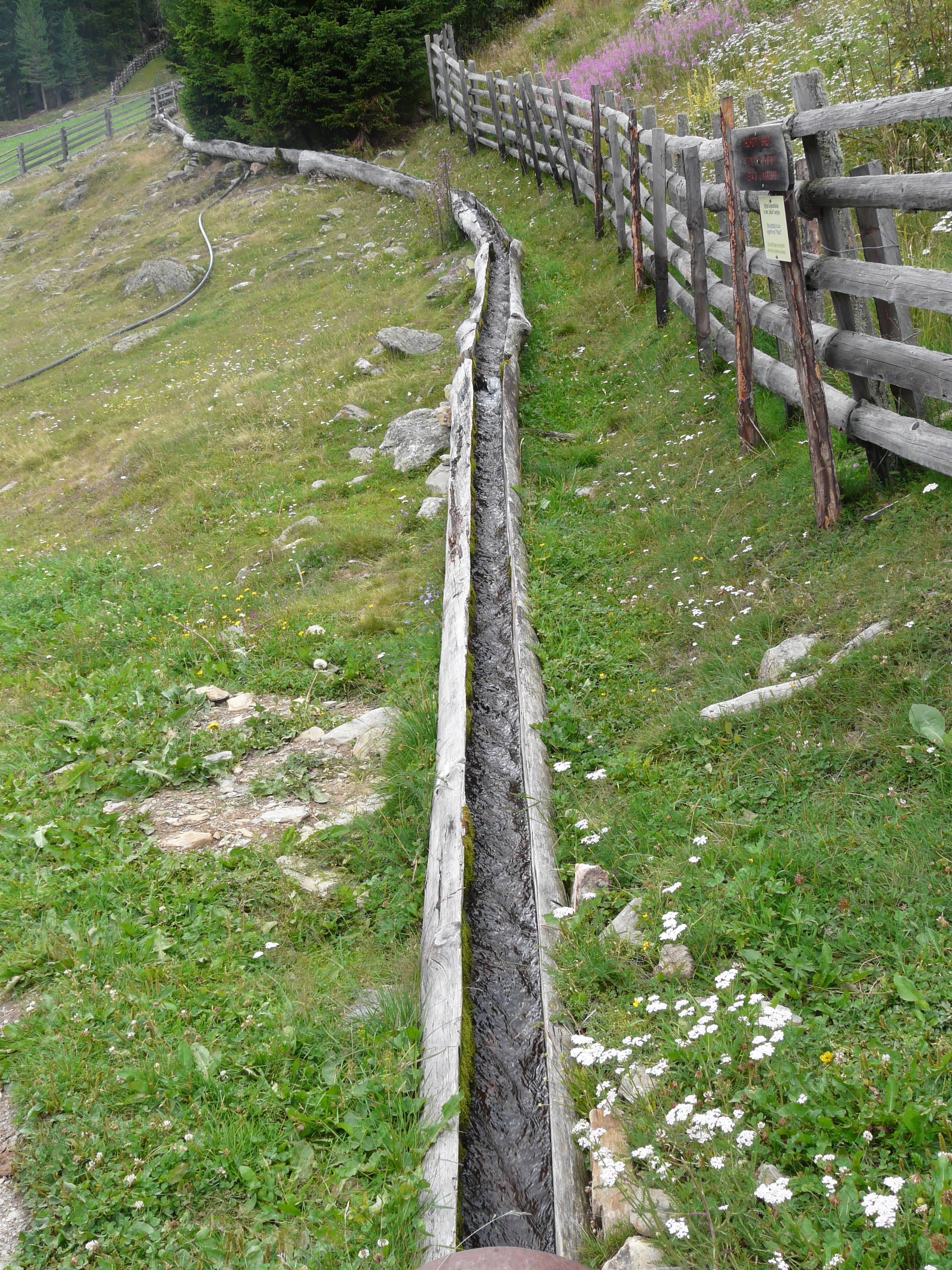
Holzrinnenwaal (Martelltal)

Lawad oder Lawåd ist ein anderes Wort romanischen Ursprungs zur Bezeichnung einer Holzrinne. Als Etymon kann die feminine Form des Partizips angesetzt werden: levata, zu levare ‚heben‘ an. Die Lawad ist somit ‚die Gehobene‘. Im deutschsprachigen Tirol ist Lawad bereits 1713 für Taufers als runst oder lafath belegt und noch heute im Vinschgau in der Form Lawad oder Lawåd gebraucht. Auch im angrenzenden, romanischsprachigen Gebiet westlich des Reschen ist das Wort heute noch lebendig, so ist lavá:da als ‚Wassergraben, Gerinne aus Brettern‘ in der Val Müstair gebräuchlich.
Road oder Rode stammt vermutlich vom lateinischen rota und hat mit Rotation, mit der Abfolge von Turnussen zu tun. Bei der Bewässerung sind damit die alten, verbrieften Rechte gemeint, die die Wasserverteilung reihum zwischen den Mitgliedern auf das Genaueste regeln, wann (Roadtog) und in welchen Zeitintervallen (Weilen) wie viel Wasser (Fürch) abgeleitet werden darf. Um Streitigkeiten zu verhindern, wurde die Abfolge der Wasserableitungen oft durch Auslosung festgelegt: aus einem Sack wurden Holzstäbchen mit der Erkennungsmarke der Betroffenen wie bei einer Tombola gezogen und so die Turnusabfolge, die Road festgelegt. Die Turnusse waren in der Regel eng mit dem Hof oder mit dem Grund und nicht mit den darauf lebenden Personen verbunden. Sie konnten nicht veräußert wohl aber mit einer Hypothek belastet werden. Daher der Spruch: „Ein Hof ohne Wasser ist nichts wert“. Derselbe Wortstamm findet sich im mittelalterlichen Rodfuhrwesen in Tirol. Damals unterlagen die Waren durchziehender Kaufleute dem Niederlagsrecht bestimmter Städte (Rodstation). Nicht nur – sie hatten sich zudem der lokalen Fuhrleute zu bedienen, die in festgelegter Reihenfolge (Rod) die Waren von Rodstation zu Rodstation transportierten.

## Funktion
Hauptfunktion der Waale ist die Bewässerung. Der Waal „trägt“ das Wasser in die zu bewässernden Wiesen und Felder, daher der manchmal verwendete Name Tragwaal. Waale wurden zum Betreiben von Mühlen und Sägen verwendet, da sich steilere Geländeführungen für solche Zwecke geradezu anboten. Sie liefern das Wasser für die Tränken der Tiere und in früheren Zeiten sogar das Trink- und häusliche Gebrauchswasser für ganze Ortschaften. Sie werden eventuell auch als praktisches Vehikel zum Ausbringen des Mistes auf den Feldern genutzt. Werden Waale ausschließlich für die Bewässerung eingesetzt, wird die Wasserzufuhr nur in der Vegetationsperiode aufrechterhalten. Im Laufe des Oktobers wird das Wasser abgestellt, und im April/Mai werden solche Waale wieder in Betrieb gesetzt. Im Vinschgau gab es früher ein fast 600 km langes Hauptwaalnetz, das flächendeckend alle landwirtschaftlich genutzten Fluren versorgte.

### Anlagen

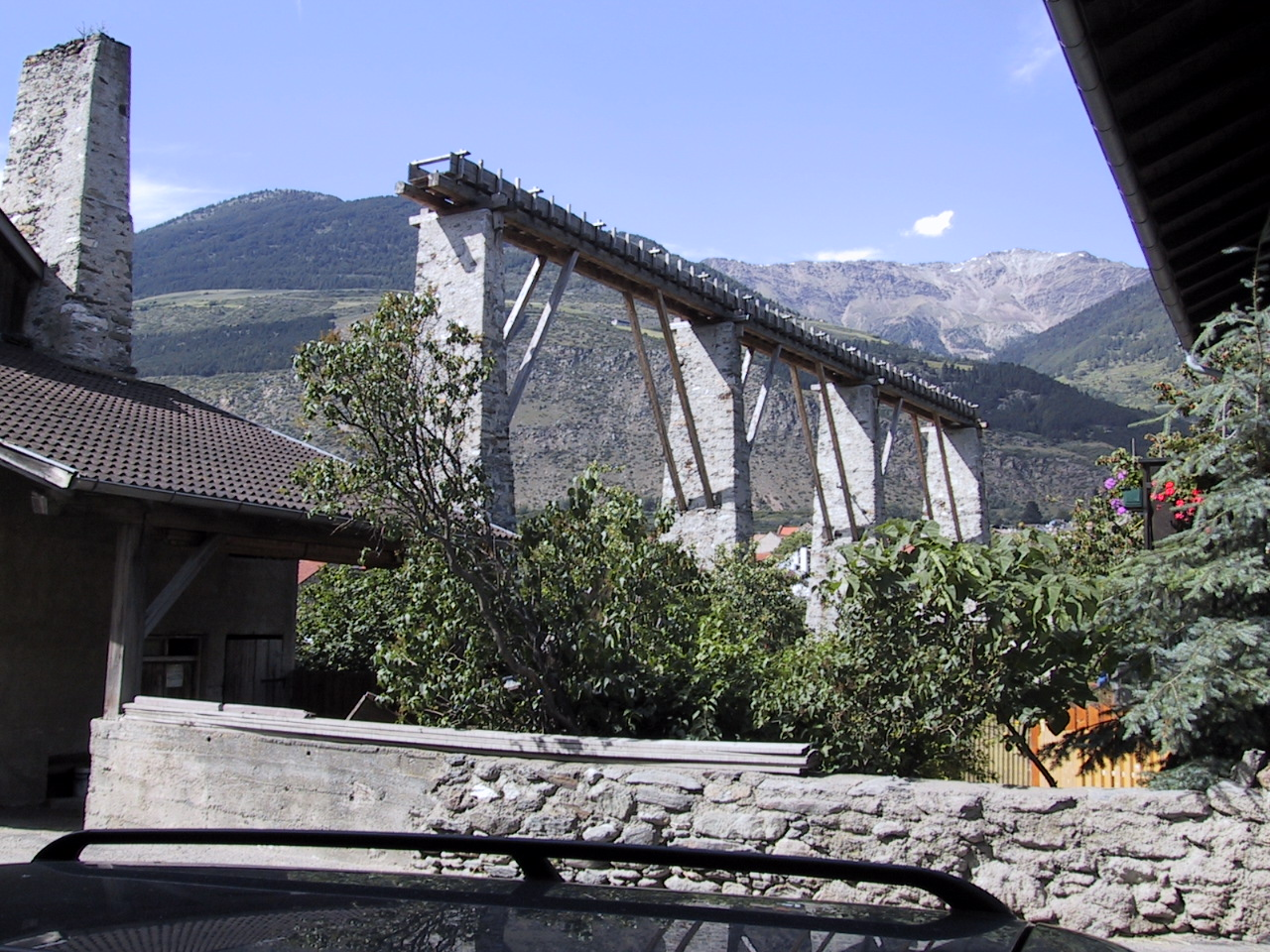
Aquädukt des Laaser Kandlwaals in Laas

Die einfachste Form ist ein in das Gelände gegrabener Kanal. In steileren Hanglagen oder in erosionsgefährdetem Gelände werden der Boden und die Wände des Waales durch Verbauungen befestigt. Im felsigen Gelände können das in den Fels gehauene Kanäle oder Tunnels sein. Kürzere felsige Hindernisse und quer verlaufende kleine Gräben werden meist mit Hilfe von Holzrinnen, sogenannten Kandeln, Lawaden oder Nueschen, überwunden. In seiner Konzeption einzigartig ist der Laaser Kandlwaal, der die Etsch auf einem 600 m langen hölzernen Aquädukt auf 32 bis zu 15 m hohen Steinpfeilern überquerte, bis er 1907 von einem Brande zerstört wurde. Auf steinschlag-, muren- oder lawinengefährdeten Strecken werden die Waale in Karnillen oder Dolen geführt, das sind mit Steinplatten und Erdreich abgedeckte unterirdische Waalabschnitte. In diesen Karnillen angebrachte Kontrollschächte, die Fenster, erlauben es, den Zustand des unterirdischen Verlaufs zu kontrollieren. Um die vom Wasser mittransportierten Sedimente und Gegenstände möglichst gering zu halten, werden Sandfangbecken, Siebanlagen und rudimentäre Fangrechen zwischengeschaltet. Waalverzweigungen, Waalableitungen werden teilweise mit stationären verriegelbaren und mit Schraubvorrichtungen ausgestatteten Schwellbrettern versehen, mit deren Hilfe das Umleiten des Wassers genau regelbar ist.

### Bewässerungsverfahren
Das Wasser wird beim Wassern mit Hilfe von Schwellbrettern aus dem Tragwaal eventuell in kleinere Nebenkanäle, in die Pingger umgeleitet, die ihrerseits schmale Wiesenkanäle, Wurzelkanäle oder Ilzen genannt, speisen. Die Bewässerung leicht abschüssiger Wiesen und Felder erfolgt in einer Art Rieselverfahren, wobei mit Wasserblechen, Wasserbrettern oder Wasserhunden die Fließrichtung des Wassers in kurzen Abständen immer wieder neu einreguliert wird, so dass es überall auf dem Feld ausgebracht werden kann. Der jahrhundertelang mitgeführte Schwemmsand lagert sich neben den Ilzen ab und bildet in den Wiesen häufig niedere, lang gezogene Geländerücken, die Bichl oder Egger. Mancher Bauer legt sich bis zur nächsten Road (bis er wieder an die Reihe kommt) einen Wasservorrat in einem künstlichen Becken an, das Tschött oder Hilbe genannt wird. Tschött werden auch sehr große Reservebecken genannt, die heute Trockenperioden überbrücken helfen, in deren Folge sich die Wasserschüttung der angezapften Bäche vermindert.

### Bewirtschaftung
Die Ursprünge dieser Bewässerungstechnik liegen mit Sicherheit sehr weit zurück. Die ältesten Dokumente stammen aus dem 12. Jahrhundert und bestätigen zum Teil nur ältere Rechte. Fakt ist, dass der Bau, die Erhaltung und der Betrieb solcher Anlagen von einzelnen Bauern nicht zu schaffen waren. Sie entstanden als Gemeinschaftswerk und hatten als Rechtsgrundlage meist sehr komplizierte und ausgeklügelte Vertragswerke (Weistümer), die trotz allem oft jahrelange, ja sogar jahrhundertelange Rechtsstreitigkeiten oder mit brachialer Gewalt ausgetragene Händel ums Wasser nicht verhindern konnten.

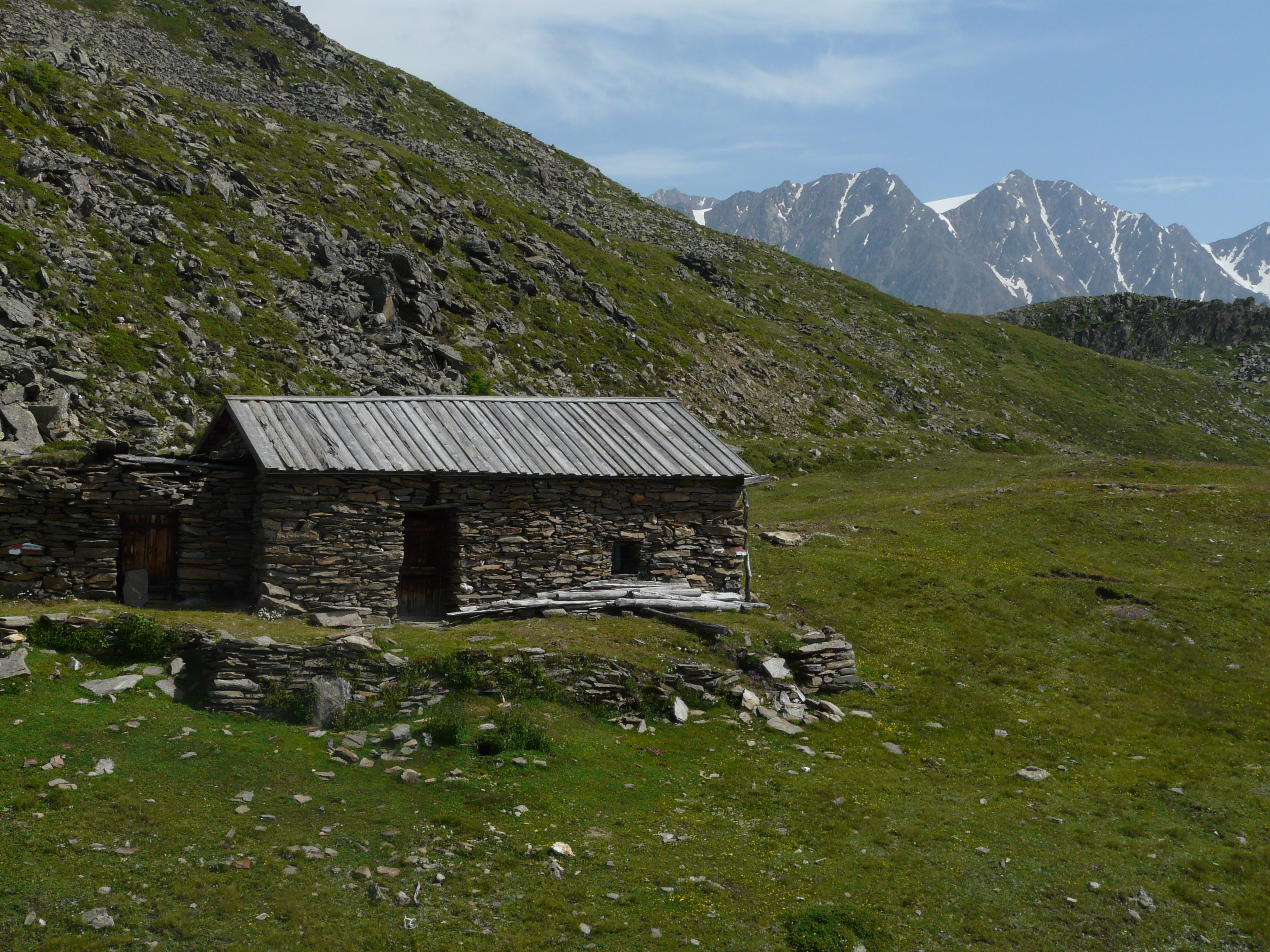
Zum Klammwaal gehörende Waalerhütte (2377 m) auf dem Atzboden

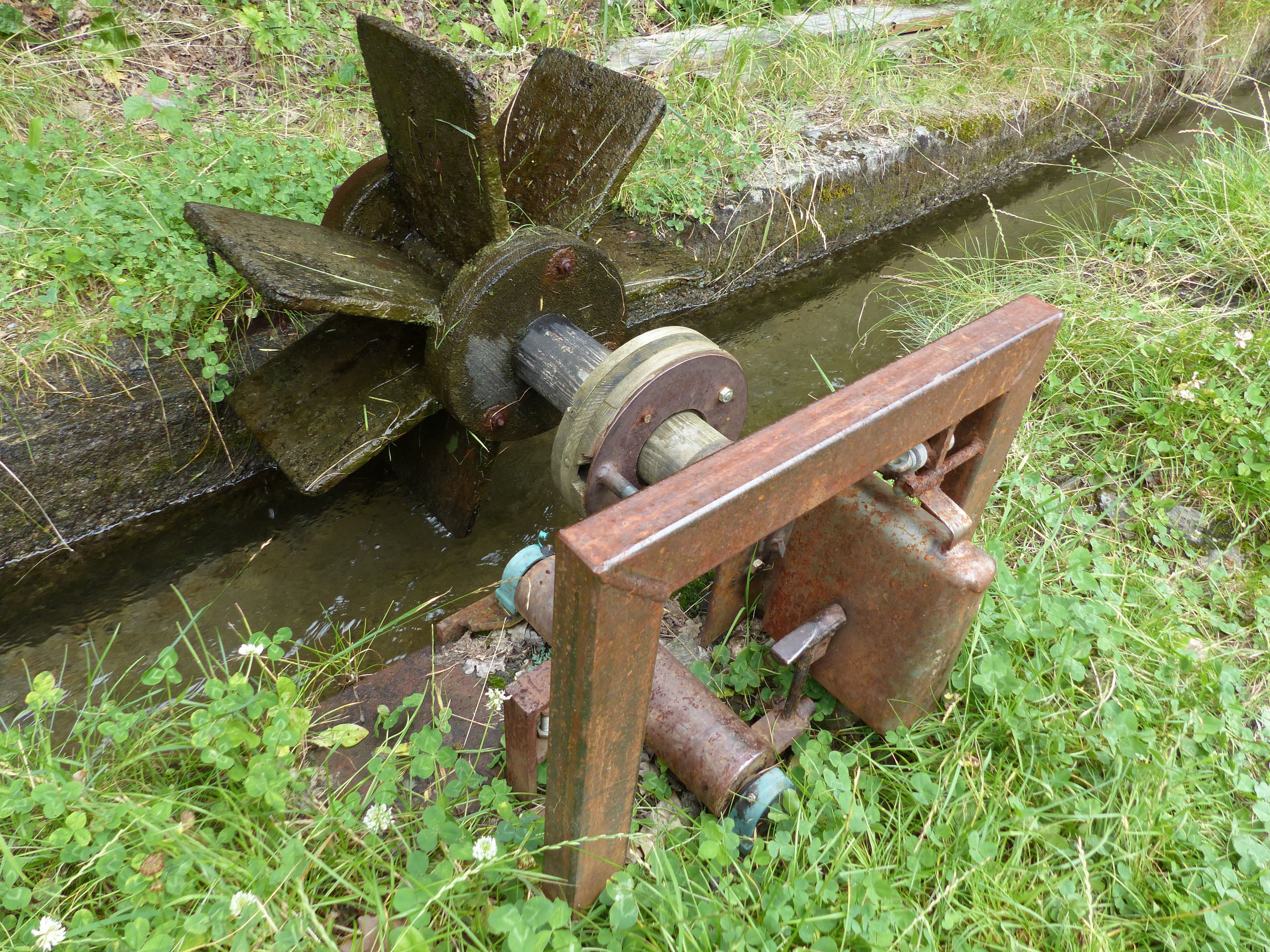
Waalschelle am Tscharser Schnalswaal

Verantwortlich für die Abwicklung der Rechtsgeschäfte ist der Waalmeister. Er verwaltet die Bücher, trifft alle für die ordentliche Geschäftsführung üblichen Entscheidungen und vertritt die Gemeinschaft bei Rechtsstreitigkeiten und Prozessen. Die einzelnen Mitglieder der Genossenschaft erbringen ihre Beiträge in Gestalt von Arbeitsleistungen oder eventuell in Geld. Die Wartung des Waales obliegt dem Waaler. Er beaufsichtigt den Waal, führt Instandsetzungsarbeiten durch und hat das Funktionieren des Waals rund um die Uhr zu gewährleisten. Aus diesem Grund wohnte der Waaler früher direkt in einer Waalerhütte neben dem Waal, wenn dieser sehr lang war, und bediente sich auch akustischer Hilfsmittel wie der Waalschelle. Der Waaler war ein wichtiger und meist geachteter Mann und wurde von der Gemeinschaft am ersten Fastensonntag für ein Jahr mit seiner Aufgabe betraut. Das Mandat wurde jedes Jahr verlängert, sofern die Gemeinschaft mit seiner Arbeit zufrieden war. Jedes Jahr beim Beginn der Vegetationsperiode muss der Waal funktionstüchtig gemacht und vom ganzen Unrat gesäubert werden, den die Winterwitterung abgelagert hat. Das Auftun wird häufig von einem Trupp der Gemeinschaft erledigt.

### Übergang zu modernen Bewässerungsmethoden
Die Bewirtschaftung und Wartung der Waale ist sehr arbeitsintensiv. Das Gleiche gilt für die traditionelle Art der Bewässerung. Die Waale sind sehr störungsanfällig, können bei Gewittern überlaufen und Erosionen im Gelände verursachen. Es ist nur allzu verständlich, dass mit Beginn in der Zwischenkriegszeit und nach dem Zweiten Weltkrieg massiv in moderne Bewässerungsmethoden investiert wurde. Viele Waale wurden aufgelassen und durch Rohrsysteme ersetzt. Die Betten mancher Waale dienen heute nur noch als Unterlage für Rohrleitungen. Trotzdem gibt es noch Waale, die in Betrieb sind und liebevoll instand gehalten werden.

### Die Waalwege
Auf dem Kamm des talwärts gerichteten Waaldammes wurde in der Regel ein Waalsteig angelegt, der früher nur für das Wartungspersonal gedacht war. Als der Tourismus verstärkt einsetzte und Gäste die Seitenhänge zu durchwandern begannen, fanden sie an vielen Stellen schon eine geeignete Infrastruktur vor, auf der die Hänge ohne große Steigungen und relativ bequem und sicher durchquert werden können, die Waalwege. Heute gehören viele dieser aufmerksam restaurierten und sorgfältig mit Geländern versehenen Waalwege zur touristisch propagierten und angepriesenen Südtiroler bzw. Vinschger Kulturlandschaft.

### Wasserwosser
Das Wasser der Waale, das hauptsächlich der Bewässerung der Wiesen diente, wird in Südtirol als «Wasserwosser» bezeichnet, das Wasser zum Wässern – und nicht etwa zum Trinken oder für andere Zwecke. Es wurde nach einem besonderen Schlüssel unter den Beteiligten verteilt. Das Südtiroler Vintschger Museum in Schluderns, Vinschgau, widmet dem lebenswichtigen Nass, dem kostbaren Wasser aus den Bergen, eine seiner Dauerausstellungen: WAWO – s’Wosser zum Wassern – Acqua per irrigar.

## Übersicht über erhaltene Waale
|                                                            |  |  |
| Schnalswaal zwischen Tschars und Schloss Juval (Vinschgau) |  |  |

### Vinschgau
- Mals:
  - Die Malser Haide ist eine bis heute großflächig mit der traditionellen Methode bewässerte Vinschger Kulturlandschaft geblieben. Dort befinden sich u. a.: Neuwaal / Töschgwaal, Lagrin- / Magrinwaal, oberer und unterer Tentwaal, Mareieswaal, Fassawaal, Latinawaal, Mühlwaal, Weitwiesenwaal, Spinaidwaal und sogar ein Kriegwaal
  - Mals Oberwaal, 1,5 km lang, führt durch teilweise steiles und felsiges Gelände zum Pflanzgarten
- Glurns:
Mitterwaal, 7 km lang, 1333 erbaut, nimmt das Wasser des Rambachs bei Rifair im Münstertal auf und brachte es bis 1994 auf der orografisch rechten Seite auf die Felder bei Glurns. Mittlerweile restauriert und als sehenswerter Schauwaal hergerichtet. Ein Teilstück ist gesperrt, ein Umweg über Serpentinen den Hang hinauf und wieder runter ist ausgewiesen.
- Schluderns:
  - Leitenwaal, ca. 3 km lang, fasst auch heute noch das Wasser zusammen mit dem Berkwaal am Fuße der in der Mündungsschlucht des Matscher Tals vorspringenden langen Felsnase, auf der sich die Ruinen und die Schlosskapelle der Burgen Ober- und Untermatsch befinden, führt am orografisch rechten Berghang entlang und am Ganglegg (ein vorrömisch besiedelter und von Archäologen Ende der neunziger Jahre in einer mehrjährigen Grabungskampagne untersuchter Hügel) vorbei in die Schludernser Leiten. Schöner Waalweg in Kombination mit dem Berkwaal
  - Berkwaal, 3 km lang, für 300 Sekundenliter ausgerichtet, fasst das Wasser an der gleichen Stelle wie der Leitenwaal, durchquert aber die Hänge auf der orografisch linken Seite und versorgt die Hänge des Haupttales oberhalb der Churburg. Schöner Waalweg, Zugang über den Edelweißsteig hinter Schluderns
  - Gschneierwaal, 8 km lang, vom Greinhof im Matscher Tal ausgehend bis zu den Gschneirhöfen oberhalb Schluderns, Waalweg mit teilweise schönem Panoramablick
  - Griggwaal, etwa 1,5 km lang, im Mündungsbereich des Matscher Tales an der orografisch rechten Talseite bis zum Kalvarienberg, führt kein Wasser, aber leicht erreichbarer und reizvoller Felsensteig.
- Prad:
  - Frauwaal, 4 km lang Richtung Lichtenberg, führt kein Wasser mehr
  - Agumser Bergwaal, 4 km lang, führt kein Wasser, das Wasser wurde früher bei der Stilfser Brücke gefasst
- Laas:
  - Zinswaal, 2 km, wird im Laasertal gefasst und versorgt auch heute noch die Wiesen am Laaser Nördersberg
  - Kandlwaal oder Laaser Aquädukt, etwa 2 km lang, fasste das Wasser im Laasertal und versorgte früher die niedrig gelegenen Wiesen an der gegenüberliegenden Talseite des Vinschgaus. Außergewöhnlich ist, dass sich die Wassergemeinschaft seinerzeit an ein Bauvorhaben herangewagt hat, das die Etsch in respektabler Höhe überquerte und irgendwie an die Aquädukte der Römerzeit erinnert: 600 m lang, ein Kååndl aus Holz auf 32 bis 15 m hohen Steinpfeilern, von denen heute auf der Nordseite der Etsch noch 10 und 20 südlich davon erhalten sind. Leider sind die hölzernen Bestandteile des Aquädukts 1907 einem Brand zum Opfer gefallen. Ein kleiner Abschnitt ist von der Forstverwaltung als Schaustück wiederhergestellt worden
  - Leitenwaal, 2 km lang, war Teil eines großen und umfassenden Waalsystems, das vom Gadriabach gespeist wurde, und das schon lange aufgelassen wurde, bevor er 1992 mit Waalerhütte restauriert wurde. Er streicht am Fuß der Laaser Leiten Richtung Westen entlang bis zum Loretzboden und zieht weiter bis zum Sisiniuskirchlein. Oberhalb von Allitz existieren noch einige neu hergerichtete Mühlen.
- Kortsch:
  - Zaalwaal, etwa 3 km lang, quert die Kortscher Leiten oberhalb der Ortschaft in Richtung Westen. Über den malerischen Waalweg kann auch St. Georg auf einer Felsennase erreicht werden, eine Kapellenruine und Grablege eines bajuwarischen Landadels, wo Gräber mit noch heidnischer und christlicher Signatur aus dem 7. Jahrhundert gefunden wurden.
  - Rautwaal, 2,5 km, fasst das Wasser in der Plima in Martelltal. Er quert die Hänge des Nördersberges oberhalb der Ortschaft Morter Richtung Westen
  - Neuwaal, 5 km, führt kein Wasser mehr,
  - Latschanderwaal, 7 km lang, wurde 1873 als letztes großes Waalprojekt im Vinschgau vollendet. Verläuft am Fuß des Sonnenberges knapp oberhalb der Staatsstraße durch Laubwälder und Kastanienhaine entlang in Richtung Kastelbell
- Schlanders:
  - Forrawaal, ein langer noch zum Teil im Betrieb gehaltener Waal ins Schlandrauntal, der mit den mittlerweile aufgelassenen Parallelwaalen, Talatsch- und Neuwaal, das Bewässerungsnetz auf dem Schlanderser Sonnenberg speiste. Der Forrawaal ist der höchste und kann von halbwegs trittsicheren Wanderern von der ehemaligen Schule am Schlanderser Sonnenberg ausgehend Richtung Schlandrauntal über abwechslungsreiches Gelände begangen werden.
  - Ilzwaal, ca. 4,5 km lang, bewässert nach wie vor die Trockenmauernterrassen oberhalb von Schlanders. Ausgehend vom Ägidiuskirchlein führt der Waalweg über abwechslungsreiches Gelände in die Schlandraunschlucht. Schloss Schlandersberg bietet sich als Wanderziel an.

- Goldrain:

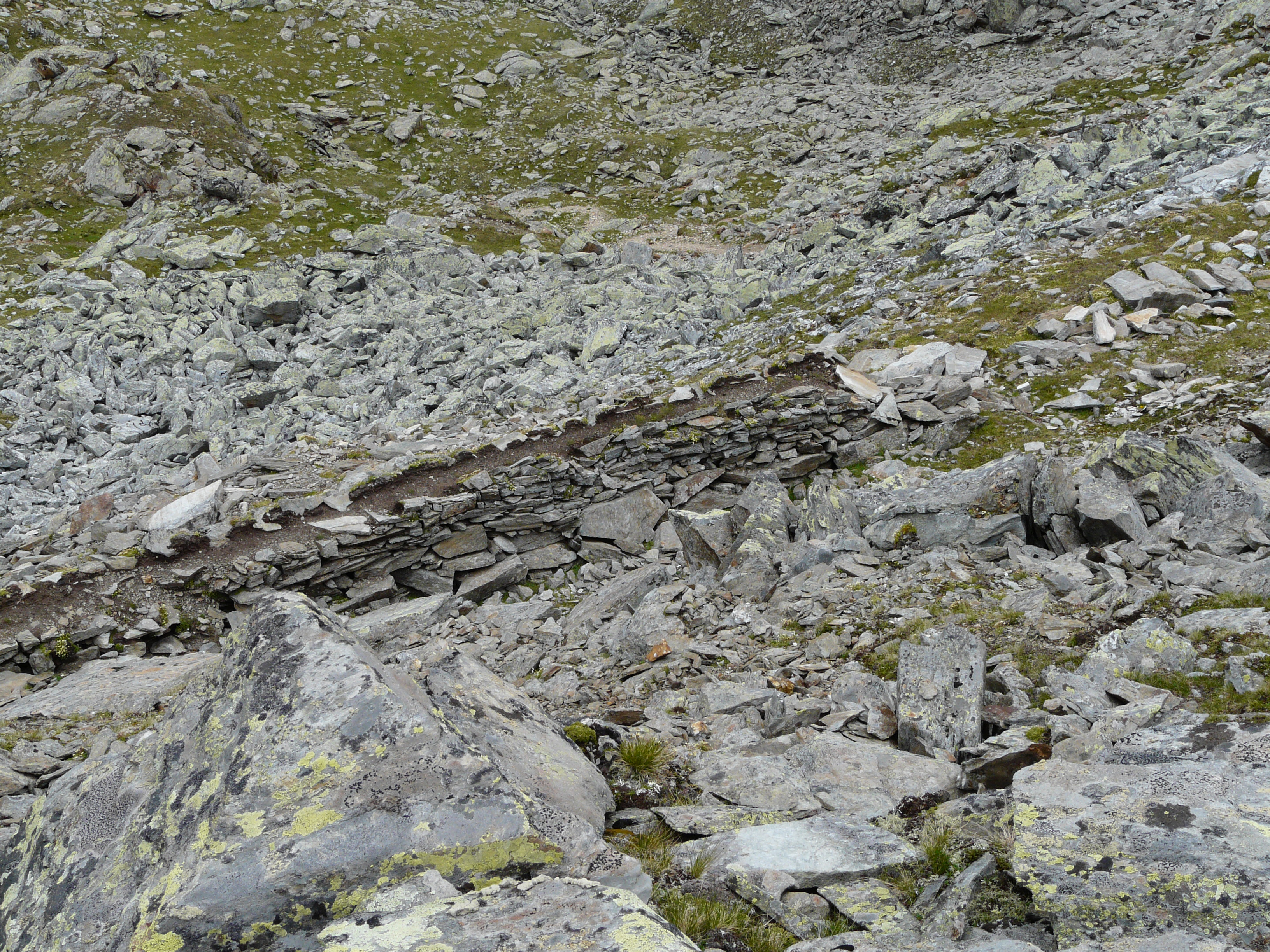
Reste des Goldrainer Jochwaals in der Nähe des Niederjöchls (2011)

  - Goldrainer Jochwaal: Im oberen Penaudtal heute verrohrter Waal, der über das Niederjöchl (2662 m) offen in den Vinschgau geleitet wird. Der Goldrainer Jochwaal gilt als der höchste Waal der Ostalpen.

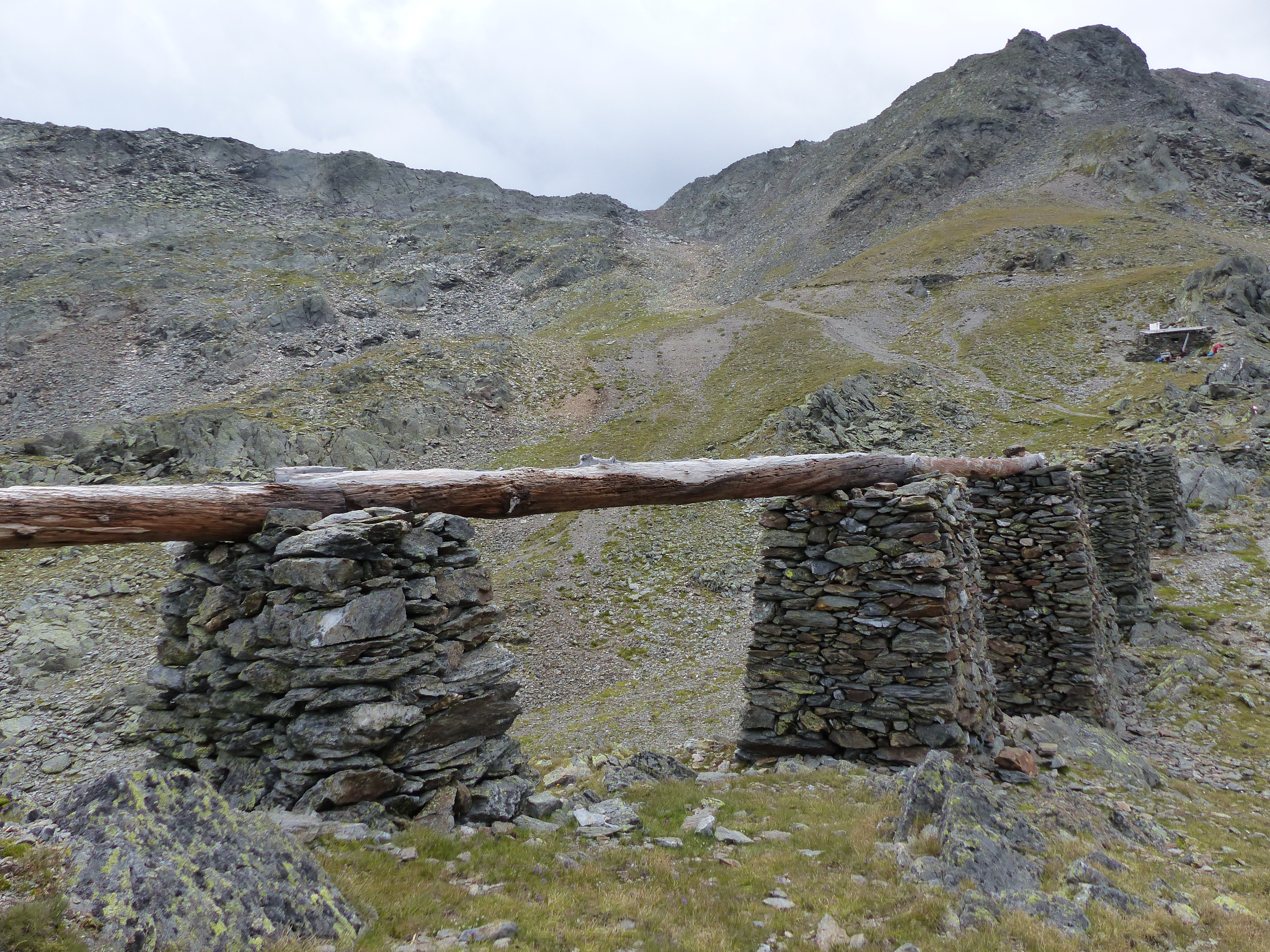
Reste des Tarscher Jochwaals auf dem Latscher Joch

- Tarsch:
  - Raminiwaal, 2,5 km, führt teilweise noch Wasser, verläuft von Tarsch in Richtung Latsch.
  - Tarscher Jochwaal: Der ehemalige, 2,5 km lange Waal wurde 1865 errichtet und führte von dem auf 2650 m gefassten Kuppelwiesbach oberhalb des Ultentals über ein noch erkennbares Pfeileraquädukt auf dem Latscher Joch zu den Nordwesthängen des Hohen Marcheggs, wo er in normale Bachläufe in Richtung Tarsch geleitet wurde.[8]
- Tschars:
Tscharser Schnalswaal, mit fast 11 km Länge ist er der zweitlängste Waal in Südtirol. Mit dem Bau wurde 1504 begonnen. 1517 wurde der Teil bis Tschars vollendet, 1553 die Verlängerung bis Galsaun bei Kastelbell fertiggestellt. Bis in die Ortschaft Tschars führt der Waal heute noch Wasser. Das Wasser wird beim Walchhof nahe Altratheis in ca. 860 m Höhe aus dem Schnalser Bach gefasst. Der Waal quert zunächst zum Teil geologisch schwieriges und steiles Gelände und wird zum Teil unterirdisch, teils in Stollen geführt. Unterhalb des Burgfelsens von Schloss Juval gelangt er in das Vinschger Haupttal. Für das Schnalstal hatte der Waal auch deswegen große Bedeutung, weil der Waalweg vor dem Bau der Straße 1875 ein bedeutender Zugang ins Tal war. Der Waalweg gehört zu den schönsten des Landes, ist aber im Schnalstal (von Ratheis bis zum Schloss Juval) wegen häufiger Felsabbrüche und Murenabgänge nicht mehr öffentlich begehbar.
- Naturns:
  - Stabener Schnalswaal, 5 km lang, er war früher (ab Fassungsstelle ab 1812 erbaut, auf der Südseite im Jahr 1819 erweitert) ein Parallelwaal zum großen Bruder, dem Tscharser Schnalswaal, der einige hundert Höhenmeter darüber verläuft. Die Wasserzuführung erfolgt ebenfalls aus dem Schnalsbach, jedoch an tieferer Stelle (in ca. 800 m Höhe, nahe der Schlossbrücke). Der Waal wurde wegen des steilen und felsigen Geländes zum großen Teil als Kandelwaal (Holzrinnen) geführt und ist nur auf Vintschgauer Seite „einigermaßen begehbar“. Reste der Kandelleitungen sieht man heute noch auf den gegenüberliegenden Felswänden, wenn man über die Straße ins Schnalstal fährt. Mit ihm wird zwar noch heute bewässert, das Wasser kommt jedoch über Pumpen aus der darunter liegenden Etsch.
  - Naturnser Schnalswaal, 9 km lang, ein junger Kanal, erst 1833 gebaut. Das Wasser wurde im Schnalser Bach bei Altratheis gefasst und querte die steilen Felswände bis zur Wallburg am Ausgang des Schnalstales als Kandelleitung über eine Strecke von 1,5 km. Der Waal verläuft am Naturnser Sonnenberg Richtung Osten entlang bis zum Fallrohrhof. 1912 baute die Kraftwerksgesellschaft einen Stollen von Altratheis bis zur Wallburg, so dass die Kandelleitung überflüssig wurde. Ab dem Jahr 1967 wurde der Waal verrohrt.

### Burggrafenamt
- Partschins: Partschinser Waal, ca. 2 km lang, wird unterhalb des Partschinser Wasserfalls am Salten gefasst, verläuft in östlicher Richtung bis zum Ortsteil Vertigen
- Rabland: Rablander Waal, 0,5 km lang, Einstieg bei der Giggelbergerbahn
- Marling: Marlinger Waal, ist ungefähr 12 km lang und damit der längste Waal in Südtirol. Er wurde auf Betreiben des Klosters Allerengelberg in Schnals als Gemeinschaftswerk mit der Gemeinde Marling zwischen 1737 und 1756 erbaut, weil es bei Marling 1619 den Gaienhof mit seinen Weingüter erworben hatte. Der Waal beginnt bei der Töll und endet in Oberlana. Das Wasser im Waal wird am 31. Mai, 31. Juli und 31. August wegen Reinigungsarbeiten abgelassen.

- Algund: Algunder Waal, etwa 6 km lang, setzt sich aus drei – von der Baugeschichte (13. Jahrhundert) her begründeten – Abschnitten zusammen, Plarser, Algunder und Gratscher Waal. Er wird heute noch benutzt und verläuft vom Töller Bach neben der Töll bis nach Gratsch bei Meran. Der Waalweg bietet Abwechslung und reizvolle Ausblicke auf den Meraner Talkessel
- Kuens: Kuenser Waal, ungefähr 2,5 km lang. Er führt vom Spronser Tal (Longfall) bis oberhalb des Gasthofs Ungericht und befindet sich – abgesehen von seinem letzten Abschnitt, der in Rohren verläuft – noch in seinem ursprünglichen Zustand und ist voll in Betrieb.
- Meran: Maiser Waal (auch: Neuwaal Obermais), ungefähr 9 km[9] lang. Er führt von Saltaus, wo das Wasser von der Passer abgeleitet wird, in Richtung Meran durch die Gemeinden St. Leonhard, Riffian, Schenna, Meran und endet im Stadtteil Obermais. Der bereits seit dem 13. Jahrhundert urkundlich bezeugte Name des Waales leitet sich von der ehemals selbständigen Gemeinde Mais ab, die heute die beiden Stadtteile Obermais und Untermais umfasst. Der Neuwaal wurde im Jahr 1658 nach längerem Verfall wiedereröffnet, dient bis heute der Bewässerung landwirtschaftlicher Nutzflächen und wird seit dem Jahr 2012 im Rahmen eines aufwändigen Projektes saniert. Das Bodenverbesserungskonsortium Neuwaal Obermais mit Sitz in Meran hält den Wasserlauf samt parallel laufendem Wanderweg in Stand.

### Nordtirol
In den inneralpinen Trockengebieten im Tiroler Oberland wird die Bewässerung über Waale in acht Gemeinden praktiziert. Die Methode wurde 2018 unter der Bezeichnung Rieselbewässerung im Tiroler Oberland in die Liste des immateriellen Kulturerbes in Österreich aufgenommen.
Der Kaunerberger Hangkanal in den Gemeinden Kaunerberg und Kauns ist rund 12 km lang und führt durch einen knapp 1 km langen Stollen.

### Klosterwaale in Schwaben

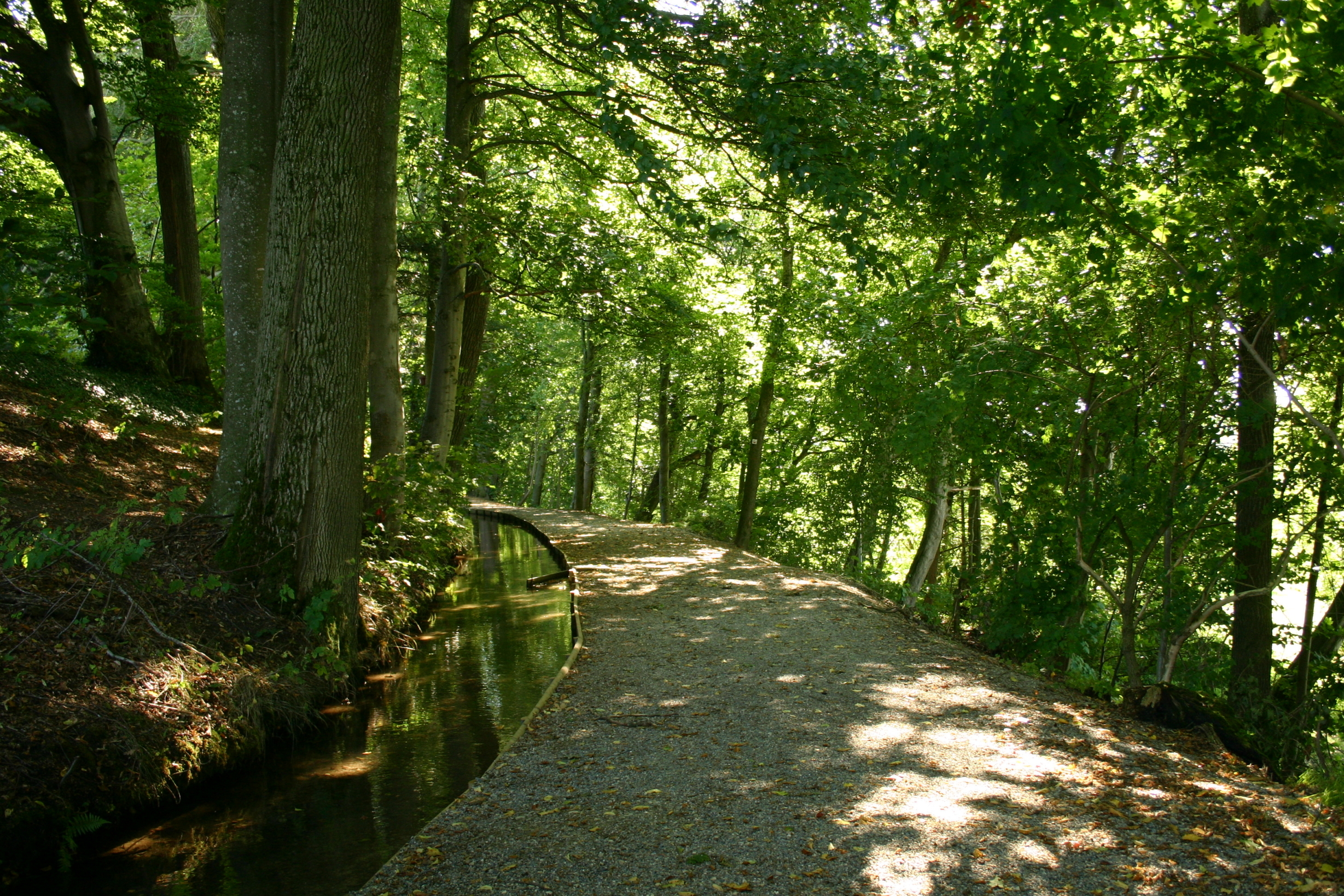
Klosterwaal Krumbach in Ochsenhausen

In Oberschwaben existieren heute noch drei Benediktiner-Waale in Klosteranlagen:
- Krummbach in Ochsenhausen
- Stiller Bach in Weingarten
- Motzenbach in Ottobeuren

## Film und Fernsehen
In der Folge Weichende Erben der Fernsehreihe Der Bozen-Krimi spielen ein Waal und dessen Waaler eine zentrale Rolle.